# 宮川弾
宮川 弾（みやかわ だん、1971年6月12日 - ）は、東京都出身の作曲家、編曲家、ミュージシャン、サックス奏者、キーボディスト。早稲田大学卒。ホリプロ所属。
元ラヴ・タンバリンズのキーボディスト。ラヴ・タンバリンズ解散後はプロデューサー、アレンジャー、ソングライター、サポートミュージシャンとして活動。
元Cymbalsの土岐麻子は元妻。
2006年10月25日、安藤裕子、太田裕美、土岐麻子などをヴォーカリストとして迎え、「宮川弾アンサンブル」としてソロアルバムをリリースした。
また、2008年1月28日に2枚目となるソロアルバム『ニューロマンサー』をリリース。

## ディスコグラフィ
ラヴ・タンバリンズ時代のものはラヴ・タンバリンズ#ディスコグラフィを参照

### アルバム
- pied-piper / 宮川弾アンサンブル（2006年10月25日）
- ニューロマンサー / 宮川弾（2008年1月28日）

### サウンドトラック
- スキージャンプ・ペア Road To TORINO 2006 オリジナルサウンドトラック（2006年1月11日）
『宮川弾プロジェクトfeat.清水ゆみ＆山本領平』名義で主題歌も担当。

### 参加アルバム・アーチスト

#### ストリングス・オーケストラアレンジ等での参加
- Cymbals
- GREAT3
- NONA REEVES
- Scoobie Do
- RIP SLYME
- ROUND TABLE featuring Nino
- School Food Punishment / シングル「light prayer」
M3. sea-through communication -sung in English with symphony- (arrange w/矢野博康、& strings arrange)
- TiA
M8. 僕がみつけた夢とともに (Strings arrange)
- カーネーション
- 木下航志
M4.たからもの (arrange)
- 清竜人
- 毛皮のマリーズ / アルバム「ティン・パン・アレイ」
M11.弦楽四重奏曲第9番ホ長調「東京」(Piano & Strings arrangement)
- 高杉さと美 / 
  - シングル 「Tears in the Sky」
M1. 「Tears in the Sky」M4. 「Tears in the Sky -Instrumental ver. -」(Strings arrange)
  - アルバム 「Prism」
M2. 「Tears in the Sky」 (Strings arrange)
- 湯川潮音 / アルバム「冬のワルツ」
M3. おしゃべり婦人　M6. 長い冬 (Arrange)

#### コンピレーション・オムニバスでの参加
- One Nation～Japanese Remixes & Produce Works (2003)
M7. Beautiful Days(Dan's uplifting beats mix)(FANTASTIC PLASTIC MACHINE)(インコグニートによるリミックス)
- Tachytelic Night～welcomes you to the FAR EAST～ (2003)
M15. Wingspan (Cymbals)(タカハシタク(m-flo)によるDJ MIX)
- HITS after HITS! ～domestic～ (2004)
M2. Why Not? (SKA,CLUB,HIPHOP SIDE) (FANTASTIC PLASTIC MACHINE)

## 楽曲提供
- Fantastic Plastic Machine
- hàl
- Yun*chi
  - 「Doki Doki*」 (作詞)
- YOHKO
  - 「向かい風」 (作詞・作曲・編曲)
- 安藤裕子
- うるまでるび＋たかみざわはな
  - 「その犬、ドドボンゴ」 (編曲)
- Erii（山崎エリイ）
  - 「気まぐれイニシエーション」 (作詞・作曲・編曲)
- 遠藤舞
  - 「溜息と不安の夜に」 (編曲)
  - 「アルペジオ」 (作詞・作曲)
- 加藤紀子
  - 4th Album 「la fraise」(1999年5月21日)
1.AQUA -prelude- （作曲・編曲 w/田中知之)
12.水の中のワルツ(Valse dans l'eau) (作曲 w/田中知之)
- 清春
- さくら学院 テニス部 Pastel Wind
  - 「スコアボードにラブがある」 (作詞・作曲・編曲)
  - 「予想以上のスマッシュ」 (作詞・作曲・編曲)
- 嶋野百恵
  - 3rd Album 「Girls Voice Studio 11」(2002年3月6日)
3. Cover Girl (作曲 w/田中知之)
- 清水ゆみ
- 鈴木みのり
  - 1st Album 「見る前に飛べ！」
    - 7. 半音階のレジスタンス (作詞・作曲・編曲)
- 中島愛
  - 1st Album 「I love you」
    - 7. ジェリーフィッシュの告白 (作曲・編曲)
    - 11. わたしにできること (作詞・作曲・編曲)

  - 2nd Album 「Be With You」
    - 9. つながるまで (作詞・作曲・編曲)

  - 5th Album 「green diary」
    - 6. 粒マスタードのマーチ (作詞・作曲・編曲)
- 南波志帆
  - Indie Debut mini album「はじめまして、私。」
    - 1. ストーリー (作詞・作曲)
    - 3. 自己紹介をするよ (作詞・作曲)
    - 5. あたらしいくつ (作詞・作曲)

  - Indie 2nd mini album「君に届くかな、私。」
    - 5. じさくじえんど (作詞・作曲)
    - 6. 7回目の遅刻 (作詞・作曲)

  - 3rd Single 「少女、ふたたび」
    - 2. トラベリンライト (作詞・作曲・編曲)

  - 4th Single 「髪を切る8の理由。」
    - 2. 天国のキッス (編曲)

  - Major 1st mini album 「ごめんね、私。」
    - 2. スローモーション (作詞・作曲・編曲)

  - Major 1st album 「水色ジェネレーション」
    - 1. 水色ジェネレーション (作詞・作曲・編曲)
    - 7. もんだいとこたえ (作詞・作曲・編曲)

  - Major 2nd album 「乙女失格。」
    - 4. 胸騒ぎの惑星 (作詞・作曲・編曲)
- 花澤香菜
  - 1st Single 「星空☆ディスティネーション」
1. 星空☆ディスティネーション (編曲）
  - 1st Album 「claire」
5. 星空☆ディスティネーション (編曲)
6. スタッカート (作詞・作曲・編曲)
  - 2nd Album 「25」
DISC-1 11. 同心円状のディスタンス (作詞・作曲・編曲)
DISC-2 1.  片思いが世界を救う (作詞・作曲・編曲) 9.  Merry Go Round (編曲)
  - 3rd Album 「Blue Avenue」
4. ブルーベリーナイト (作詞・作曲・編曲)
  - 17th Single「インタリオ」
1. インタリオ（作詞[1]）
- 伴都美子
  - 1st Album 「FAREWELL」
3.うらら。(作曲)
- May'n
  - 6th Album 「PEACE of SMILE 初回限定 B盤」
1.重ねたその手のように(作詞・作曲・編曲)
2.終わらない夢(作詞・作曲・編曲)
  - 「牙と翼」(作詞)
- 山野裕子

アニメソング/ゲームミュージック
- 『たまこまーけっと』OP曲 「ドラマチックマーケットライド」 (編曲)
- 『たまこまーけっと』ED曲 「ねぐせ」 (作詞)
- 『まじもじるるも』ED曲 「ふたりのクロノスタシス」 (作詞・編曲)
- キャラクターソングCD「たまこまーけっと キャラクターソングアルバム twinkle ride CD」
4. Call me Anne (作詞)
5. 今日も言えない (作詞・作曲・編曲)
- 星のカービィ スーパーデラックス

他